# Февральское восстание в Армении
Февральское восстание (арм. Փետրվարյան ապստամբություն) — восстание приверженцев антисоветского движения, которое началось в Советской Армении 11 февраля 1921 года и было окончательно подавлено большевиками 22 апреля 1921 года. В советской историографии это событие упоминалось как февральское восстание. В Армении оно иногда называется гражданской войной, хотя оно носило характер национально-освободительного восстания против экспансии большевистской России.
2 декабря 1920 года в Александрополе был заключен мирный договор, завершивший армяно-турецкую войну. Со стороны Армении его подписали представители правительства, сформированного членами националистической партии «Дашнакцутюн». В тот же день армянские большевики заключили соглашение с Советской Россией, согласно которому Армения провозглашалась независимой социалистической республикой. РСФСР обязывалась принять меры для защиты Армении. Старое правительство отстранялось от власти, и до прибытия нового — Ревкома — управление страной передавалось военному командованию. Армяне-коммунисты отказались признать Александропольский мир. Объяснялось это тем, что на момент подписания договора дашнакское правительство уже не имело власти, а потому соглашение с турками не могло считаться легитимным.

## Начало восстания
Совместная российско-турецкая агрессия против Армении привела к разрушению Первой Республики Армения. В декабре 1920 года АРФД передала правление Республики Армения коммунистам. После советизации Армении около 1000 дашнаков были арестованы, многие из которых были убиты, другие были отправлены в тюрьмы в Азербайджане и России. 
Советско-армянская историография считала, что восстание было подготовлено АРФ Дашнакцутюн, чтобы свергнуть режим, который не соответствовал их идеологии и планам. А АРФ Дашнакцутюн утверждала, что восстание было результатом народного недовольства и началось стихийно, и только на каком-то этапе оно стало организованным и контролируемым движением, вооруженной борьбой. Второе мнение не точно, поскольку по свидетельству С. Врацяна, восстание началось с собрания эриванского Комитета спасения родины, состоявшегося в Котаке, село Зар 11 февраля 1921 г. под руководством Иразека. На нем было принято решение начать военные действия ночью с 16 на 17 февраля. Для этого был создан Военный совет во главе с Куро Тарханяном, помощником Мартирос Абрамян, начальником штаба Гарегин Саркисбекян. Вооруженное выступление ставило себе задачу освободить руководителей Первой Республики Армения из эриванских тюрем и несомненно стимулировалось жесточайшими репрессиями и реквизициями Советской власти.   

### Причины восстания
На момент установления Советской власти политическая и экономическая ситуация в стране была плачевной. Более половины территории вновь созданной республики было оккупировано турками. Армянский народ надеялся, что независимость Армении будет защищена, разрушенная войной экономика будет восстановлена, война закончится, и турки покинут Армению. Кроме того, с вмешательством России установятся дружественные отношения между Турцией и Арменией, будет восстановлен мир, и у людей будет возможность строить свои дома в мирных условиях. Существовало мнение, что Россия предоставит значительную экономическую помощь, восстановит железнодорожное сообщение между Арменией, соседней Грузией, Азербайджаном и Персией, доставит одежду и другие товары из России, топливо из Баку и, наконец, не преследовала бы некоммунистические политические партии. Однако все эти ожидания не оправдались.
Первый орган Советской Армении, Ревком, начал свою деятельность в нарушение Эриванского соглашения. Примечательно, что первым нарушившим соглашение стал Б. Легран, подписавший его как представитель Советской Армении. В день подписания Эриванского соглашения, 2 декабря, он подписал «Приказ», согласно которому все члены старого правительства Армении были арестованы. Эти шаги, предпринятые Революционным комитетом, полностью противоречили сути соглашения, подписанного с Дро и Тертеряном в тот же день. Фактически, эриванское соглашение не было одобрено Революционным комитетом Армении, и в первые же дни его правления оно было объявлено «недействительным» и «акт 2 декабря считался ничтожным». Эриванское соглашение вызвало массовое недовольство в Армении и антисоветские протесты. 
Придя к власти, Армянский революционный комитет немедленно прибег к политическим репрессиям. Армянские большевики в Советской Армении повторили события 1918—1920 годов в Советской России. Большевики пытались проводить ту же политику в Армении. Алексей Бекзадян объявлял: «Армянские рабочие и крестьяне, взяв под свой контроль страну, должны были следовать советской России в политике». Присутствие Дро в Эривани было также неприемлемо для Революционного комитета. Его влияние на людей и общественное мнение было велико. В статье под названием «Волки в овечьей шкуре» большевики требовали исключения Дро и Силикяна из рядов Красной Армии. 
По решению своей партии и с его согласия, чтобы не вызывать гражданскую войну, Дро встал на путь изгнания. Он покинул Эривань 10 января. После ухода Дро ЧК начала действовать более безрассудно. Этому также способствовало прибытие в Армению в 1921 году представителя особого отдела 11-й армии Георгия Атарбекова. 12 января он потребовал, чтобы все безоружные офицеры были арестованы немедленно, без суда, в соответствии с инструкциями ЧК. «Атарбекян предпочитал насилие и оружие. Он был готов всех арестовать», — пишет большевик Х. Карапетян. По просьбе Г. Атарбекова в 20 января 1921 года был составлен новый список бывших офицеров, которых должны отправить поездом сначала в Агстафу, потом в Баку и, в конце концов, в Рязань. Среди них были генералы Т. Назарбеков, Д. Пирумян, М. Силикян, А. Овсепянц и другие. Полковник Погос Бек-Пирумян, не вынеся страшного унижения (порванные погоны и издевательства), покончил жизнь самоубийством в Эривани 19 января. После депортации офицеров армянской армии насилие большевиков усилилось. А в ночь с 9 на 10 февраля произошли массовые аресты. Следует отметить, что Революционный комитет не был удовлетворен уничтожением «врагов» революции. Обычные люди не были избавлены от насилия. Процесс применения насилия против народа начался в самый первый день советизации Армении. 
Недавно созданное советское правительство Армении последовало примеру и опыту Советской России в реализации не только политической, но и экономической политики страны. Это относится к так называемой политике «военного коммунизма», которая начала осуществляться в России в 1918 году, в условиях гражданской войны и в мирное время после 1920 года.  В начале 1921 года они уже думали о необходимости отказаться от «военного коммунизма» и новой политики. Это обстоятельство, однако, не помешало армянским лидерам, которые поспешили повторить здесь пример РСФСР. Таким образом, в Армении было принято много указов и распоряжений о конфискации, что сделало положение армянского народа еще более невыносимым. 
Во время революции осложнилась не только внутренняя ситуация в стране, но и внешняя. Даже после советизации Армения была отрезана от внешнего мира. Грузия запретила перевозку продуктов питания и товаров из Батуми в Армению, усугубив блокаду Армении. Ситуация была такой же в вопросах территориальных споров (Карабах, Зангезур, Нахичевань, Лори). В 1920 году, 30 ноября глава Революционного комитета Азербайджана Нариманов написал телеграмму Армянскому революционному комитету, в которой Советский Азербайджан уступал Армении Карабах, Зангезур и Нахичевань, но это осталось всего лишь документом. Надежда на получение продовольствия из России всё же оставалась и в итоге осуществилась. Отношения между большевиками и турками были намного сложнее. 
Большевики заверили всех, что враждебность турок по отношению к армянам была следствием ненависти к АРФД. Для Армении достаточно объявить туркам советскую и братскую руку, турецко-армянские отношения улучшатся, и турецкая армия немедленно покинет Александрополь и Карс. Но после установления советской власти в Армении кемалисты не прекратили заговоры против армянского народа. Теперь они распространяли новую версию о том, что вновь созданное правительство Армении является ложным, на самом деле это не советская, а версия правительства АРФ Дашнакцутюн, скрытая под знаменем большевизма. И присутствие Дро в первом советском правительстве Армении было упомянуто как доказательство. Фактически, большевистское правительство не только не выполнило свои обязательства по Эриванскому соглашению, но и осуществило широкомасштабное насилие в стране в последующие недели. Все это дискредитировало новые власти в глазах народа. Более того, насилие, совершенное большевиками в Армении, привело к резкому обострению внутриполитической ситуации. Предпосылки и причины февральского восстания были созданы самими большевиками с их внутренней политикой. Примечательно, что даже ряд большевистских деятелей связывают причины восстания с политикой Революционного комитета (А. Ованнисян, А. Мравян) и другие.  
Политика «военного коммунизма» в Республике Армения и вообще вся внутренняя и внешняя политика советских властей, оккупировавших Республику Армения, вызвала сильное недовольство во всех слоях армянского общества. Недовольство буквально день ото дня усиливалось, создавая кризисную ситуацию для новой коммунистической власти в стране, которая еще не была укреплена. Ситуация стала опасной и была чревата восстанием против советской власти. Даже большевистские лидеры Советской Армении не скрывали этого. Асканаз Мравян, один из лидеров коммунистов Армении, вполне объективено излагает ситуацию в письме, адресованном в Москву.

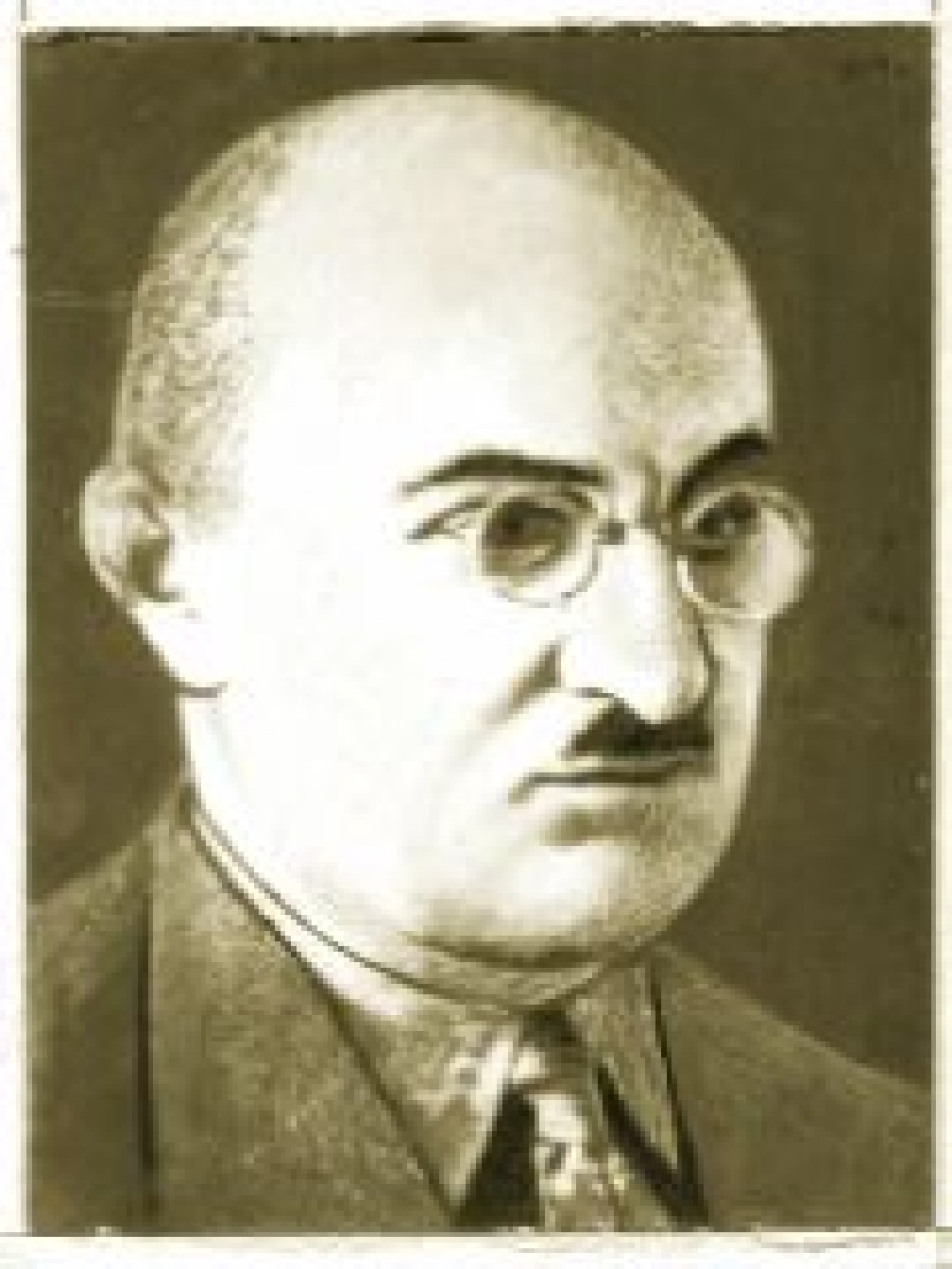
Асканаз Мравян, один из глав Советской Армении.

### Начало восстания
1—10 февраля 1921 года был образован «Комитет спасения Армении», состоящий из 9 человек, во главе с Симоном Врацяном. 13 февраля он объявил о гражданском восстании, сигнал о котором дали жители подножия Арагаца. Они воспользовались тем, что воинские части Красной Армии покинули Армению, чтобы советизировать Грузию. 
Начавшее восстание и гражданская война охватили несколько регионов. 16—18 февраля повстанцы развернули бои в Даралагязе, Баш-Гарни, Аштараке, Эчмиадзине, Нор-Баязете, вечером 17 февраля окружили Эривань, а 18 февраля повстанческие силы Куро Тарханяна и Башгарнеци Мартироса Абрамяна вошли в столицу, где основали «Национальный комитет спасения» во главе с бывшим премьер-министром РА Симоном Врацяном. 
Большевистское правительство в Армении свергнуто. До образования правительства вся власть была в руках Комитета Спасения Родины.
— Симон Врацян

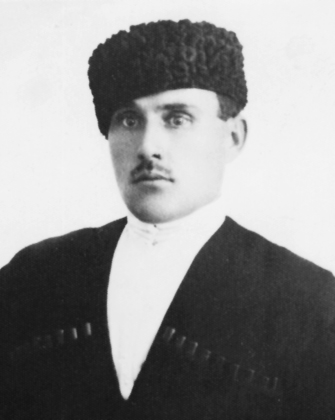
Полковник "Куро" или Сурен Тарханян, один из лидеров армянских повстанческих сил.

Перед тем как отступить, большевики за одну ночь убили топором почти всех заключенных в ереванской тюрьме. Большинство из них были бывшими чиновниками и военными деятелями, которых большевики арестовали сразу после прихода к власти. Среди убитых  были Амазасп Срванцтян, полковник Корганян, фидаины Серго, Македон, Григор и др. Руководящие органы большевистской партии покинули Эривань с несколькими отрядами и двумя бронемашинами и сосредоточились в районе Камарлу (Арташат)-Веди-Басар (Арарат), где были окружены повстанцами. Советская власть сохранялась в северной части Армении, в районах Амамлу (Спитак), Каракилиса (Ванадзор), Дилижан, Шамшадин (Тавуш).

## Развитие событий
«Комитет спасения Родины» поспешил сообщить государствам о своей победе и свержении советского правительства в Армении. 
Советское правительство, которое сохранило свои позиции в северных регионах Республики Армения, готовилось к подавлению армянского народного освободительного движения и захвату столицы Эривани.
18 февраля, в день освобождения Эривани, Шаварш Амирханян, глава потерпевшего неудачу ЧК Армении, военный комиссар Авис Нуриджанян и заместитель председателя Революционного комитета Исай Довлатов, через телеграмму Армянской Красной Армии передали телеграмму Григорию Орджоникидзе, что в Армении не было советских воинских частей. По оценке командующего 11-й Красной Армией Анатолия Геккера, воинские части армянской Красной армии внушали мало надежд в борьбе за восстановление Советской власти. 

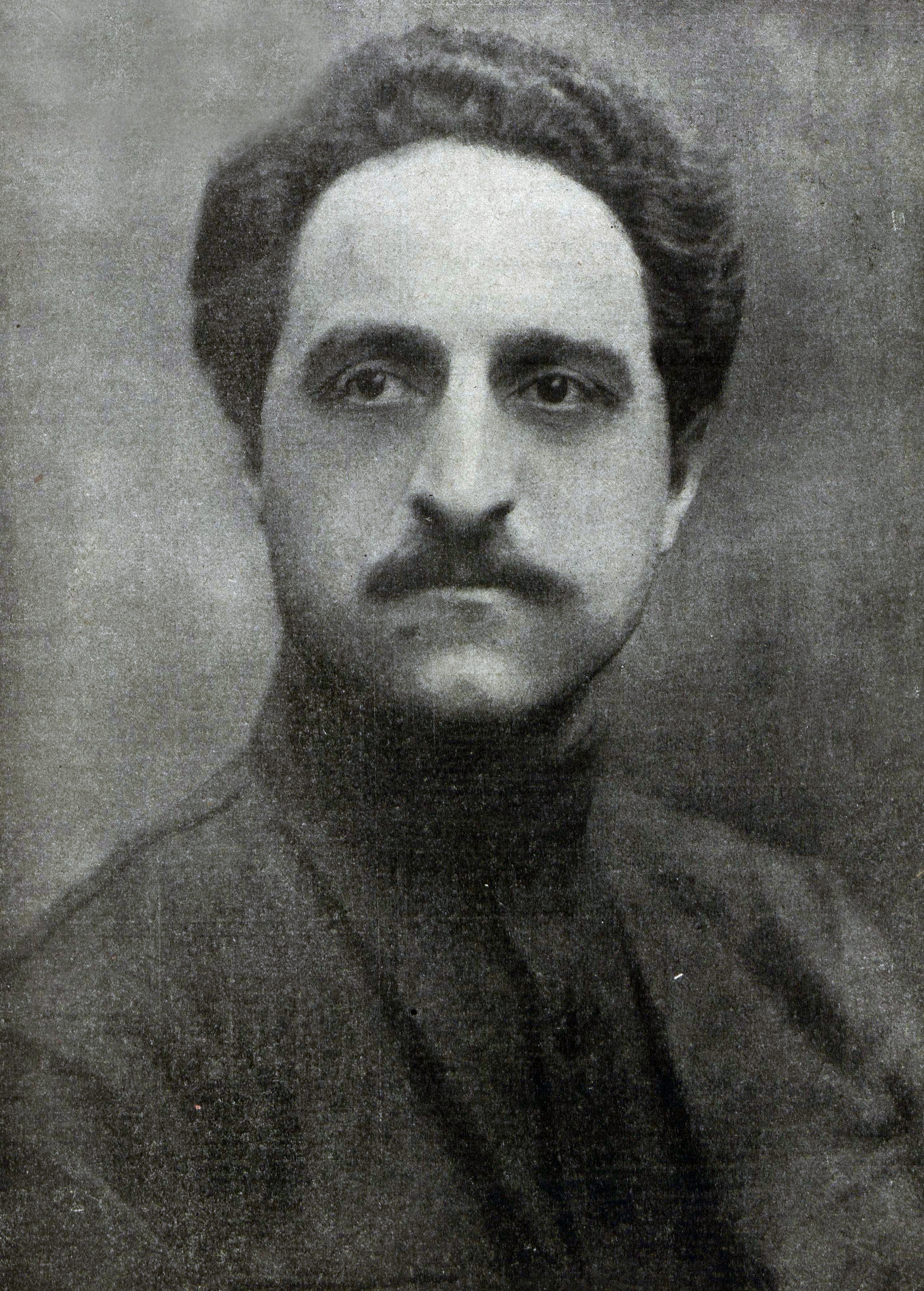
Серго или Григорий Орджоникидзе, один из большевистских военно-политических лидеров Кавказа

### Соотношение сил противоборствующих сторон
До прибытия частей советской Красной армии отношения между боевыми силами были в пользу повстанцев и подразделений Красной армии Армении, которые перешли на их сторону. Но разница между ними была огромной. 
На южном фронте остатки армянской красной армии под руководством советских большевиков под командованием Молкочанова в районе Камарлу (Арташат) сражались с повстанцами. Это были 2-й и 3-й полки армянской Красной армии, которую вели большевики точно так же, как если бы это был 178-й полк русской Красной армии. Армянские повстанческие силы, сражались против них в окрестностях Покр Веди-Хор Вирапа. 
В направлении Амамлу (Спитак) красные имели до тысячи мечей и копий. В направлении Ахта-Семёновки или Раздан-Севана силы красных не превышали тысячи. 
На Северо-Западном (Спитакском) фронте армянские повстанческие силы действовали в направлении из Баш-Апарана в Спитак, имея пятьсот регулярных бойцов, а также тысячу сто человек. Их генерал-командиром был Кендерян. Его войска охраняли высоты Спитака, и они пытались добраться до Каракилиса (Ванадзор). Арам Давоян был командующим силами повстанцев на Северо-Восточном Ахтинском (Разданском) фронте, который впоследствии был заменен полковником Саргсяном. Здесь были сосредоточены значительные национальные повстанческие силы, поскольку дорога Эривань-Севан имела большое значение для Армении и ее освободительной борьбы. Несколько членов армянского комитета спасения прибыли на фронт. Войска Гарегина Нжде пришли на помощь мятежникам на участке Нор-Баязет (Гавар) этого фронта.

### Ход военных действий
Бои проходили на трех фронтах. 
1. Южный фронт к югу от Эривани.
2. Северо-Восточный фронт на Ахта-Семеновском направлении.
3. Северо-Западный военный фронт, Баш-Апаран — на направлении Амамлу (Спитак).

Восстание имело некоторый шанс победить, поскольку оно опиралось на поддержку масс, прежде всего эмигрантов из Западной Армении. Однако с почти наполовину уничтоженным армянским народом, небольшим населением в республике, истощенным в войнах и с ограниченными военными и экономическими ресурсами, было очень трудно бороться против огромной коммунистической России. 
Некоторые части российской 11-й красной армии вернулись в Армению из Грузии, чтобы подавить восстание и восстановить контроль над Эриванью. 
16 марта 1921 года в Москве был подписан договор о дружбе и братстве между кемалистской Турцией и большевистской Россией. 20 марта член Военного совета российской армии Георгий Орджоникидзе предъявил ультиматум мятежному народу Армении и ее руководству. Поэт Ованес Туманян доставил ультиматум из Тифлиса (Грузия) руководству Армении. Однако Туманян не смог убедить Врацяна оставить ультиматум без ответа.

## Поражение восстания

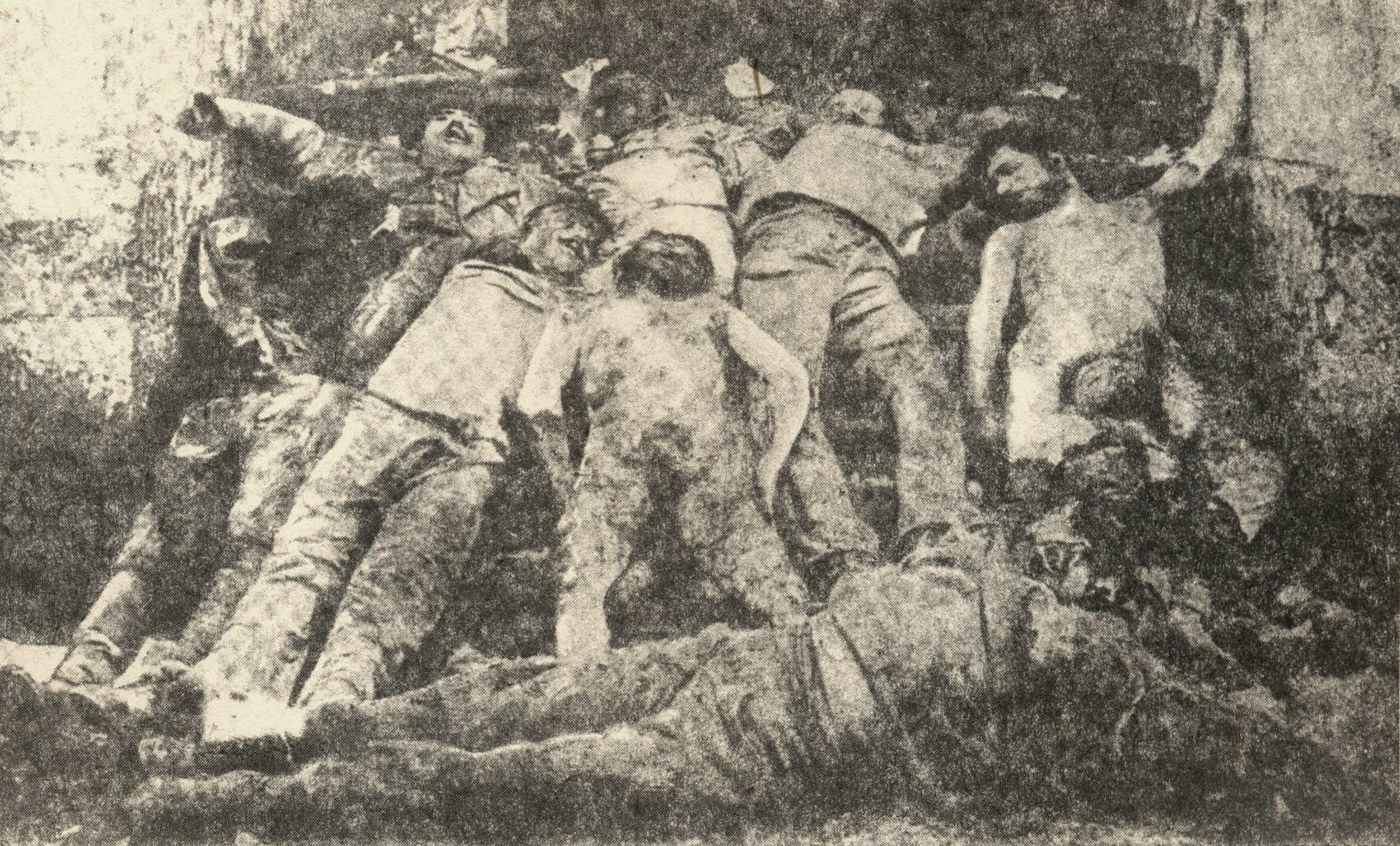
Эриваньская тюрьма. Заключенные, в основном бывшие официальные лица Первой республики, зарубленные большевиками во время восстания

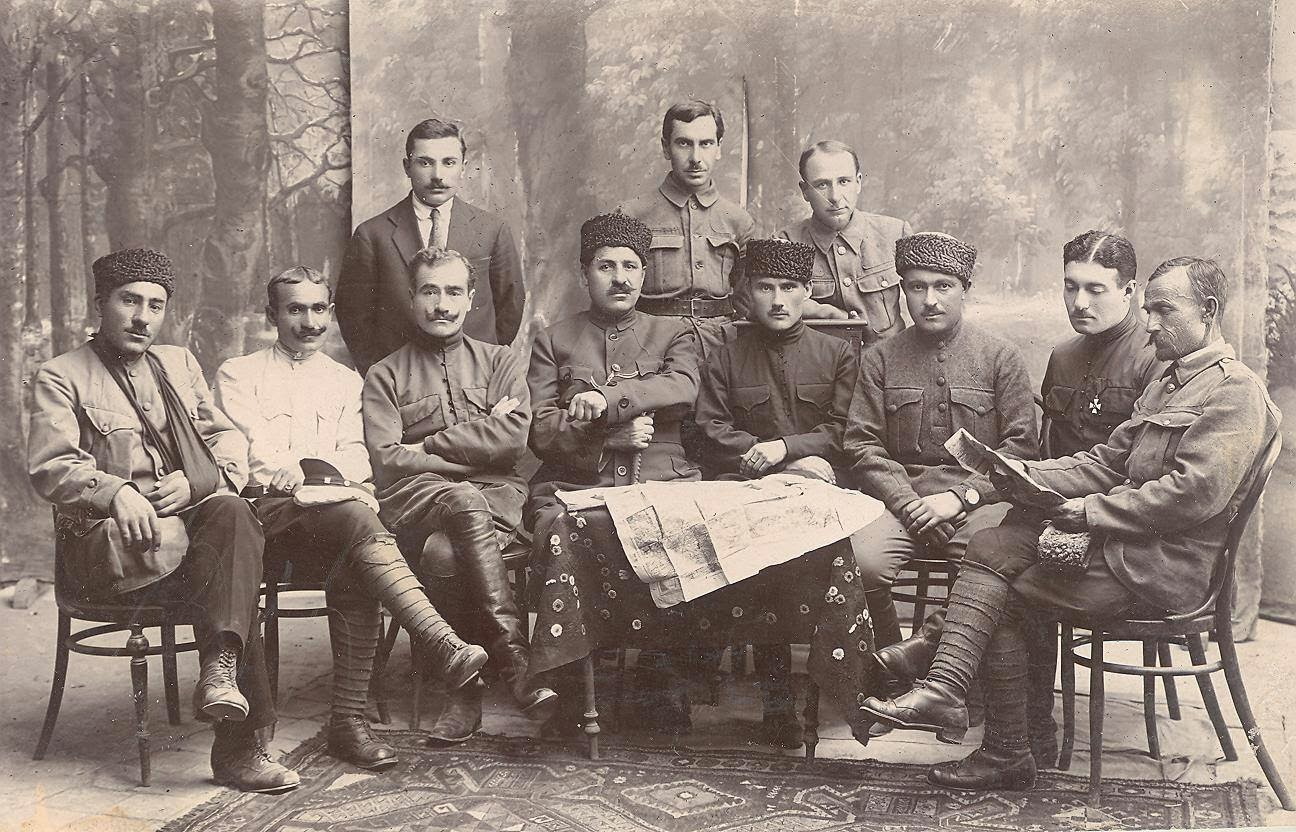
Командный состав Армянского комитета спасения в 1921 году.

Через 42 дня после начала восстания 2 апреля советские войска вошли в Эривань, восстановив советскую власть. Боевые же действия по всей Армении продолжались до 22 апреля. 

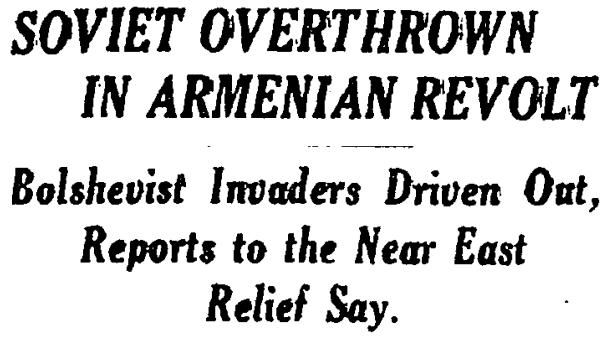
Нью-Йорк Таймс (17 марта 1921 г.)

Принимая во внимание крайнее неравенство сил и избегая новых жертв, повстанцы отступили после 2 апреля через Баш-Гарни в Зангезур, где продолжали сопротивление во главе с Гарегином Нжде. 
Победа советского правительства в Армении была неизбежна, так как за ней стояла Советская Россия. Восстание практически не имело шансов на победу. Выступление организовала и им руководила АРФ Дашнакцутюн, ее первой задачей было освобождение своих руководителей и сторонников из тюрьмы. Захват власти носил временный характер и преследовал ограниченные цели. К февралю 1921 г. никаких предпосылок для свержения центральной Советской власти в Москве и поражения Советской России на других фронтах или получения военной помощи Комитету спасения Родины от внешних сил, даже от Турции, к которой Комитет обратился 18 марта 1921 г., не было.  
Восстание привело к мести большевистских властей России. Советско-турецкие переговоры в Москве в дни восстания проходили без участия армянских властей и привели к подписанию неблагоприятного для Армении соглашения. Хотя и без восстания, русские и турки уже согласовали вопрос о границах Армении, армянская делегация не была допущена к участию в переговорах по настоянию кемалистов, вследствие отсутствия в Эривани приемлемой для обеих сторон власти. Новое соглашение повторяло большинство пунктов Александропольского соглашения, подписанного АРФ Дашнакцутюн в результате тяжелейшего поражения в турецко-армянской войне сентября-ноября 1920 г., в которой кемалисты пользовались активной военно-политической помощью большевиков. Московские большевистские власти вместе с турками определили, что границы Советской Республики Армения будут проходить по рекам Аракс и Ахурян, разделяя Араратскую долину и поля Ширака.

## Становление коммунистического режима

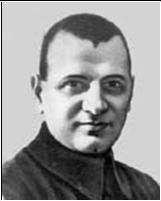
Александр Мясникян

После восстановления Советской власти бывший руководящий орган Армении, Военно-революционный комитет, был реструктурирован Александром Мясникяном, который прибыл в Армению по решению Центрального комитета народных комиссаров (Народного совета). До этого он имел большой опыт руководящей работы в Беларуси и России. Проработав год в Армении, он сыграл важную роль в ослаблении политической напряженности, объединении армянской интеллигенции в Армении и продвижении страны по пути строительства мирной совместной жизни в единой советской стране. После этого Александр Мясникян был переведен в Тифлис, где он был назначен в управлении новообразованной политической единицы Закавказской Советской Федеративной Социалистической Республики. В 1925 году он погиб в авиакатастрофе.

## Причины поражения
1. Международное сообщество не поддержало восстание, потому что оно только что оправилось от ран Первой мировой войны.
2. Во время восстания, 16 марта, кемалистская Турция и большевистская Россия подписали в Москве соглашение о российско-турецком братстве, согласно которому Россия и Турция договорились о разделе Армении.
3. Через четыре дня Россия представила ультиматум Армении, а через пять дней она отправила войска в Армению, а Турция приблизила войска к границам Армении.
4. Не имея достаточных ресурсов для противостояния возможной российско-турецкой агрессии, армянское руководство, военные, сотни солдат, представителей интеллигенции и офицеров покинули Армению.

## Значение восстания
Восстание в феврале 1921 года было первым восстанием против советского правительства, которое закончилось временной победой. Армения была независимой более сорока дней. И затем эта независимость продолжалась в Нагорном Карабахе, который был окончательно взят войсками Советской России 15 июля 1921 года. Таким образом, история независимой Армении длилась почти три года. 
Восстание в феврале 1921 года освободило из тюрем и от угроз преследования государственных, общественных, политических, интеллектуальных, военных лидеров и студентов. Среди наиболее выдающихся деятелей, среди которых были выжившие, были, в частности, Ованес Каджазнуни, Леон Шант, Николь Агбалян, многие другие государственные деятели, священнослужители, интеллектуалы и офицеры. 
Вследствие усиления отрядов Гарегина Нжде после подавления восстания, а также влияния самого восстания, Зангезур не был передан Азербайджану, а остался частью Армении. 
Февральское восстание побудило советские власти освободить изгнанных офицеров армянской армии и вернуть их в Армению. И вскоре шаги, предпринятые властями, дали свои результаты. Большинство офицеров были освобождены в мае и вернулись из ссылки в Армению.  Февральское восстание, хотя и временно, но тем не менее оказало отрезвляющее воздействие на деятельность советских центральных властей и их местных представителей. 
Из-за восстания армяне были спасены от разрушительной политики «Революционного комитета Армении» (АрмРевкома). Как в Москве, так и в Эривани российские советские власти усвоили урок и начали проводить политику терпимости по отношению к некоммунистическим элементам Советской Армении, прекратили захваты, а открытое недоверие интеллигенции сменилось содействием. Российским властям и их местным представителям приходилось более тщательно взвешивать свою политику в Армении. Кроме того были предприняты шаги для смягчения отношения российских воинских частей в Армении к армянскому населению. 
Впоследствии, в периоде со второй половины 1960-х до конца 1980-х годов история февральского восстания вдохновляла членов Объединенной Национальной Партии и других участников движения за независимость.

## Внешние ссылки
- Февральское восстание 1921 года.
- Приключение или Восстание? Что случилось в 1921 году? В феврале.
- Советская Армения в 1920-1945 гг. Создание советской администрации. Февральское восстание и гражданская война. Создание государственных органов. Февральское восстание и гражданская война.